# Vrbovec (Zagreb)
Pour les articles homonymes, voir Vrbovec.
Vrbovec est une ville et une municipalité du comitat de Zagreb, en Croatie. Au recensement de 2001, la municipalité comptait 14 658 habitants, dont 97,36 % de Croates et la ville seule comptait 4 862 habitants.

## Histoire
En 1976, une collision de deux avions de ligne a lieu au-dessus de la ville. Une personne au sol est tuée, ainsi que les 176 personnes à bord.

## Personnalités
- Eugène d'Halwin de Piennes (1825-1911), ancien diplomate, ex-chambellan de l'impératrice Eugénie de Montijo, homme d'affaires ayant participé à la construction des chemins de fer dans les Balkans, a acheté à Vrbovec dans les années 1870 une propriété avec château et s'est occupé des œuvres sociales. Il y a vécu jusqu'à sa mort. Une commémoration a eu lieu à Vrbovec en 2011 en présence du maire de Périers, village natal de Piennes.

## Localités
La municipalité de Vrbovec compte 41 localités :
| - Banovo - Brčevec - Celine - Cerik - Cerje - Dijaneš - Donji Tkalec - Dulepska - Đivan - Gaj - Gornji Tkalec - Gostović - Graberanec - Graberšćak | - Greda - Konak - Krkač - Kućari - Lonjica - Lovrečka Varoš - Lovrečka Velika - Luka - Lukovo - Marenić - Martinska Ves - Naselje Stjepana Radića - Negovec - Novo Selo - Peskovec | - Pirakovec - Podolec - Poljana - Poljanski Lug - Prilesje - Samoborec - Savska Cesta - Topolovec - Vrbovec - Vrbovečki Pavlovec - Vrhovec - Žunci |